# Gründungsquote
Die Gründungsquote gibt die Anzahl der Betriebsgründungen bezogen auf die Bevölkerung im erwerbsfähigen Alter an. Gemeint sind Einzelunternehmen aber auch Gesellschaften und andere Unternehmen. Dieser Indikator soll helfen das Gründungsverhalten von Volkswirtschaften zu vergleichen. In Österreich kommt es auch vor, dass die Wirtschaftskammer (Interessenvertretung der Unternehmen und Selbständigen) die Gründungsquote bezogen auf ihre aktiven Mitglieder berechnet (siehe Beispiel unten). Manchmal wird unter der Gründungsquote auch die Angabe der Neugründungen je 1000 Einwohner verstanden. Handelt es sich um einen Ländervergleich, so muss klar sein, welche Berechnungsmethode für die Gründungsquote jeweils herangezogen wurde.

## Beispiele
- Gründungsquote Deutschland (2004): 2,0 % (Anzahl der Gründer bezogen auf die Bevölkerung im erwerbsfähigen Alter)
- Gründungsquote Österreich (2004): 8,3 % (Gründungen in Prozent der aktiven Wirtschaftskammer-Mitglieder)
- Gründungsquote Schweiz (2006): 6 % (Anzahl der Gründer bezogen auf die erwachsene Bevölkerung)[1]

Die Gründungsquote unter Einwanderern lag in Deutschland in den Jahren 2010 bis 2019 jedes Jahr, mit Ausnahme von 2018, deutlich über der Gründungsquote unter in Deutschland Geborenen. Im Jahr 2019 erreichte die Gründungsquote in Deutschland ein historisches Hoch von 7,6 %. In dem von der COVID-19-Pandemie geprägten Jahr 2020 lag sie bei 4,8 % und es bestand kein signifikanter Unterschied in den Gründungsquoten von Einwanderern und in Deutschland Geborenen. Die Gründungsquote unter Frauen lag 2020 mit 4,4 % fast ebenso hoch wie die der Männer mit 5,1 %.